# 費林分類法
費林分類法（Flynn's Taxonomy），是一種高效能計算機的分類方式。1972年費林（Michael J. Flynn）根據資訊流（information stream）可分成指令（Instruction）和資料（Data）兩種。據此又可分成四種計算機類型：
- 單一指令流單一資料流计算机（SISD）
- 單一指令流多資料流计算机（SIMD）
- 多指令流單一資料流计算机（MISD）
- 多指令流多資料流计算机（MIMD）

## 圖形分類
下圖有四種類型, "PU" 是指程序單元（processing unit）:
| 單一指令流單一数据流 | 多指令流單一数据流 |
| -------------------- | ------------------ |
|                      |                    |
| 單一指令流多数据流   | 多指令流多数据流   |
|                      |                    |